# Joseph Yegba Maya
Joseph Yegba Maya (Otele, 8 de abril de 1944) é um ex-futebolista camaronês que atuava como atacante. Ídolo do Olympique de Marseille, defendeu ainda Valenciennes, RC Strasbourg e AS Béziers, todos da França.

## Carreira
Revelado pelo Olympique de Marseille, em 1962, se tornou ídolo do clube nas oito temporadas que jogou lá. Foi campeão da Copa da França de 1968-69 e marcou mais de 100 gols pelo Campeonato Francês.
Do Olympique foi para o Valenciennes, onde foi campeão da Segunda Divisão do Campeonato Francês e outra vez goleador.
Passou ainda por RC Strasbourg e AS Béziers antes de encerrar a carreira, em 1976.

## Títulos
Marseille
- Copa da França: 1968-69

Valenciennes
- Campeonato Francês da Segunda Divisão: 1971-72